# Saint-Benoist-sur-Mer
Pour les articles homonymes, voir Benoist.
Saint-Benoist-sur-Mer est une commune du Centre-Ouest de la France, située dans le département de la Vendée en région Pays de la Loire.
Ses habitants sont les Bénédictins et les Bénédictines.

## Géographie
Le territoire municipal de Saint-Benoist-sur-Mer s’étend sur 1 556 hectares. L’altitude moyenne de la commune est de 9 mètres, avec des niveaux fluctuant entre 1 et 26 mètres,.

### Le marais
Avant le Xe siècle, Saint-Benoist-sur-Mer est un petit port bordé par le golfe des Pictons (océan Atlantique). Après, la mer n'occupe plus le golfe puisqu'il est asséché : le port bénédictin devient une enclave au cœur du marais.
Saint-Benoist-sur-Mer ne possède plus aujourd'hui qu'un petit bout du Marais poitevin grâce, en grande partie, à son marais communal. Le village fait partie du marais desséché.
Dans le cadre de la communauté de communes, le Pays-Moutierrois développe le communal de Saint-Benoist. Ainsi, l'été, des activités de canoës et de paddle, des promenades sont organisées pour les touristes. Des panneaux explicatifs et des jumelles, permettant de mieux percevoir le communal, sont aussi mis à la disposition du public toute l'année.
En 2011, le Pays-Moutierrois crée une base à proximité du communal alors que la commune met en œuvre un projet de réhabilitation, la Grenouillère à côté du camping municipal.

### Les lieux-dits
- Le Clos des Garnes (nouveau lotissement)
- Le Village (commune de Saint-Benoist-sur-mer)
- La Pentrelle
- La Bergerie
- La Vaud
- Les Caillettes
- La Jardinière

### Communes limitrophes
Saint-Benoist-sur-Mer paradoxalement ne se situe pas à proximité de la mer, comme on pourrait le croire. Ainsi, de nombreuses communes sont limitrophes de la commune. Parmi ces communes, trois appartiennent à Sud-Vendée-Littoral (Lairoux, Grues et Saint-Denis-du-Payré), quatre à Vendée-Grand-Littoral (Angles, La Jonchère, Saint-Cyr-en-Talmondais et Curzon) dont la commune de Saint-Benoist-sur-Mer fait elle-même partie.
| La Jonchère  | La Jonchère Saint-Cyr-en-Talmondais | Saint-Cyr-en-Talmondais      |
| Angles       | Saint-Benoist-sur-Mer               | Curzon                       |
| Angles Grues | Grues                               | Lairoux Saint-Denis-du-Payré |

### Climat
Pour des articles plus généraux, voir Climat des Pays de la Loire et Climat de la Vendée.
En 2010, le climat de la commune est de type climat méditerranéen altéré, selon une étude du CNRS s'appuyant sur une série de données couvrant la période 1971-2000. En 2020, Météo-France publie une typologie des climats de la France métropolitaine dans laquelle la commune est exposée à un climat océanique et est dans la région climatique  Bretagne orientale et méridionale, Pays nantais, Vendée, caractérisée par une faible pluviométrie en été et une bonne insolation. 
Pour la période 1971-2000, la température annuelle moyenne est de 12,5 °C, avec une amplitude thermique annuelle de 13,5 °C. Le cumul annuel moyen de précipitations est de 758 mm, avec 11,7 jours de précipitations en janvier et 6 jours en juillet. Pour la période 1991-2020, la température moyenne annuelle observée sur la station météorologique de Météo-France la plus proche, sur la commune d'Angles à 4 km à vol d'oiseau, est de 13,2 °C et le cumul annuel moyen de précipitations est de 869,3 mm,. Pour l'avenir, les paramètres climatiques de la commune estimés pour 2050 selon différents scénarios d'émission de gaz à effet de serre sont consultables sur un site dédié publié par Météo-France en novembre 2022.

## Urbanisme

### Typologie
Au 1er janvier 2024, Saint-Benoist-sur-Mer est catégorisée commune rurale à habitat dispersé, selon la nouvelle grille communale de densité à sept niveaux définie par l'Insee en 2022.
Elle est située hors unité urbaine et hors attraction des villes,.

### Occupation des sols
L'occupation des sols de la commune, telle qu'elle ressort de la base de données européenne d’occupation biophysique des sols Corine Land Cover (CLC), est marquée par l'importance des territoires agricoles (95,1 % en 2018), en diminution par rapport à 1990 (96,1 %). La répartition détaillée en 2018 est la suivante : 
terres arables (51,8 %), prairies (42,9 %), zones urbanisées (4,9 %), zones agricoles hétérogènes (0,4 %). L'évolution de l’occupation des sols de la commune et de ses infrastructures peut être observée sur les différentes représentations cartographiques du territoire : la carte de Cassini (XVIIIe siècle), la carte d'état-major (1820-1866) et les cartes ou photos aériennes de l'IGN pour la période actuelle (1950 à aujourd'hui).

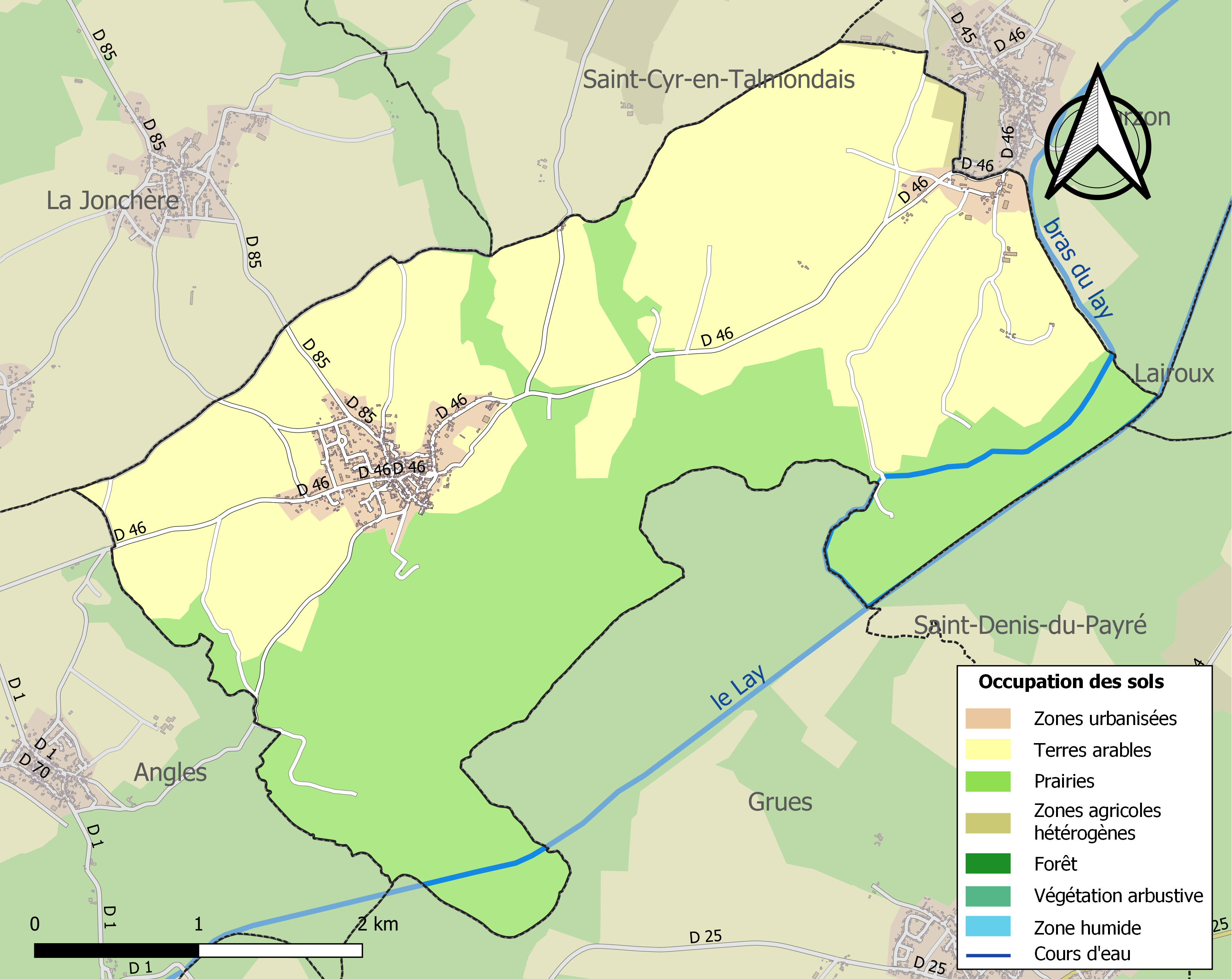
Carte des infrastructures et de l'occupation des sols de la commune en 2018 (CLC).

## Toponymie[style à revoir]
| Période de changement de noms | Noms successifs de la commune | Notes |
| ----------------------------- | ----------------------------- | --- |
| 1265                          | Sanctus Benedictus Angli      | Aussi appelé « Saint-Benoît-d’Angles » par traduction littérale                                                        |
| XIVe siècle                   | Sancti Benedicti              | |
| 1444                          | Saint-Benoist                 | Le nom Benoist est une forme ancienne du prénom Benoît,                                                                |
| Révolution française          | « Bon-Marais »                | Ce nom ne fut jamais pris en compte par l'état civil car ce sont les révolutionnaires qui avait appelé le bourg ainsi. |
| Depuis 1811                   | Saint-Benoist-sur-Mer         | Les Anciens[Qui ?] disent que sur-Mer auraient été ajoutés[Combien ?] à cause du dessèchement du Marais poitevin.      |

## Histoire

### Un port?[style à revoir]
Les Romains envahissent la Vendée[Quoi ?] entre 58 et 51 av. J.-C., puis l'occupent jusqu'au IIIe siècle. Ils diffusent la langue et la culture latine qui sont rapidement assimilées. Au contact de Rome, la Gaule se couvre d'un réseau routier et fluvial lui permettant de connaître une réelle prospérité. À cette époque, une baie baptisée golfe des Pictons (Sinus pictonum) existait en lieu et place du Marais poitevin dans lequel les rivières environnantes se jetaient. Les Romains aménagent le vaste estuaire de l'une d'entre elles, le Lay et y créent des ports. Celui de Saint-Benoist est vraisemblablement l'un d'entre eux, car à l'arrivée des Vikings, entre 856 et 862, le port était déjà constitué et la population jugée assez importante.

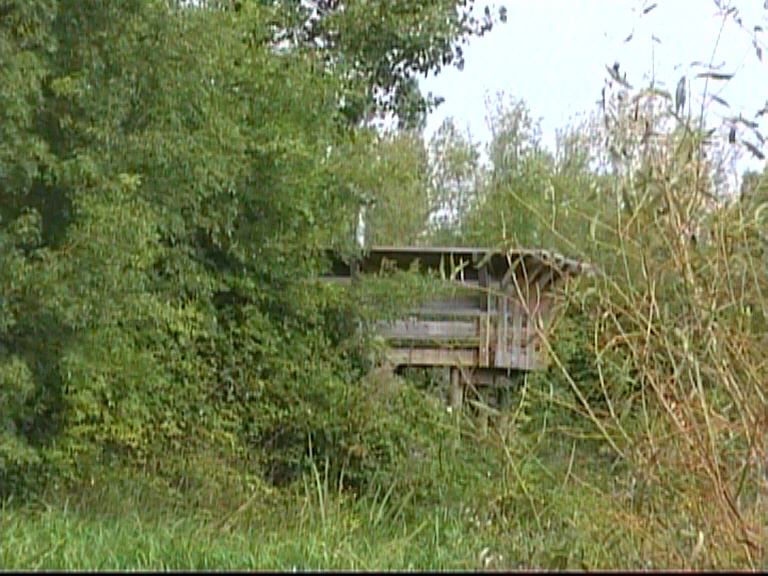
Le balcon sur le marais.

Au XIIIe siècle, lors des premiers dessèchements des marais, des travaux sont effectués sur l'achenal de Saint-Benoist, appelé plus tard rivière de Saint-Benoist, qui était l'un des trois bras de l'embouchure du Lay.
Aux XVIe et XVIIe siècles, le port de Saint-Benoist entretenait d'actifs rapports avec la Hanse, groupement de marchands de cités d'Allemagne du Nord, la Hollande et l'Angleterre. Les navires venaient faire de grands chargements de sel des marais salants de Curzon, de blé et de vin.
Maintenant, de nos jours Saint-Benoist-sur-Mer ne possède[Quoi ?] qu'un petit bout du Marais poitevin.

## Héraldique
| Blason | Blasonnement : D'azur à la croix haussée d'or, enhendée en chef et aux flancs, perronnée d'un degré en pointe, cantonnée au premier d'un buste de saint Benoît issant de la traverse, au deuxième d'une poignée de quatre trèfles tigés, au troisième d'un lapin contourné assis sur une terrasse isolée fumant la pipe, au quatrième d'un bateau à voile contourné voguant vent debout, le tout d'or. |

## Légendes

### Le cheval Mallet

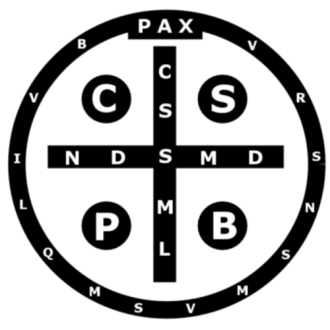
La croix des sorciers, telle qu'elle figure sur l'une des faces des médailles de saint Benoît, est l'une des seules protections fiables contre le cheval Mallet.

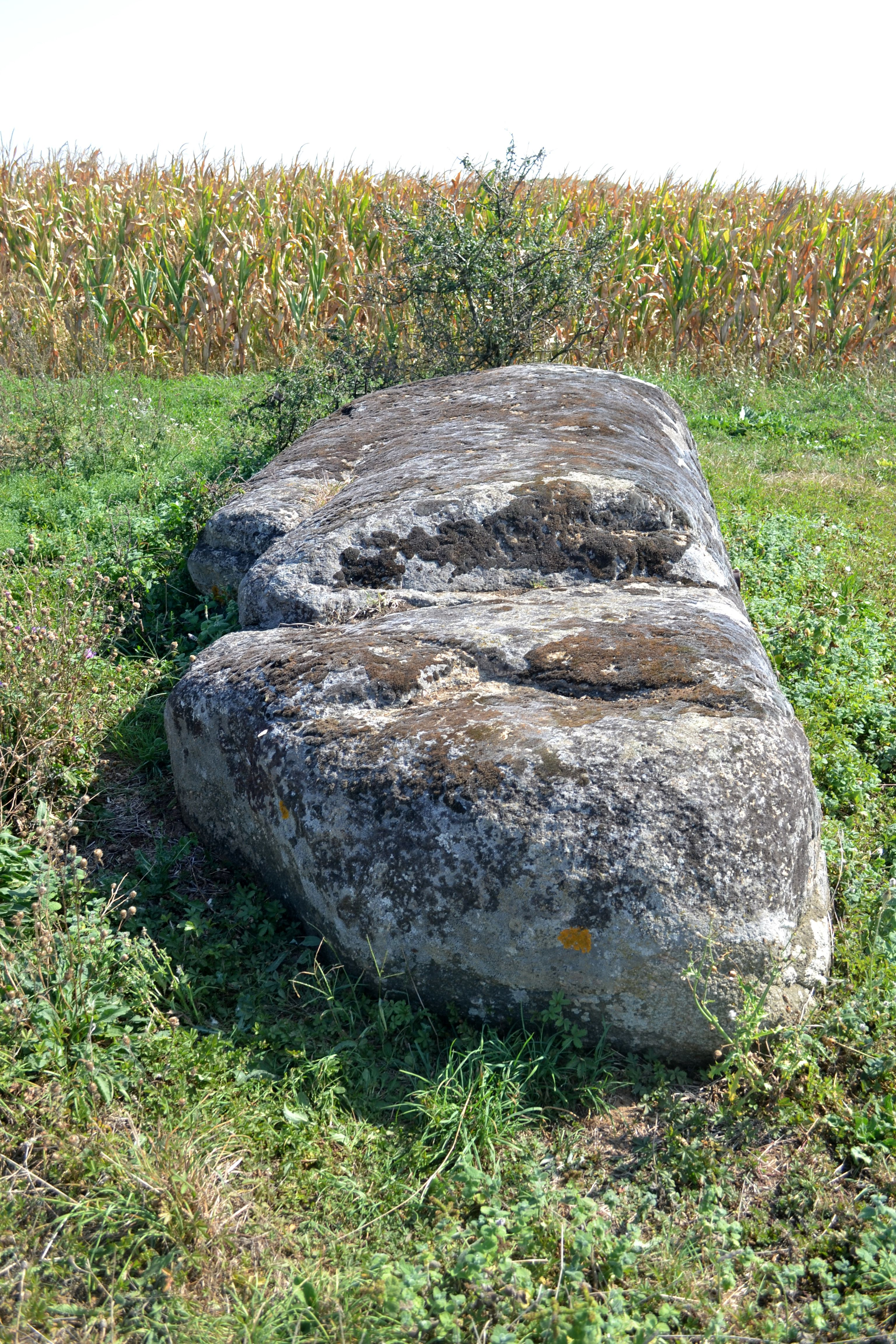
Le palet de Gargantua, où les habitants venaient frotter du trèfle pour se protéger des périls comme le cheval Mallet.

Plusieurs légendes concernent le cheval Mallet, une maxime locale dit que « Voyageur fatigué laisse passer le cheval Mallet car il aurait tôt fait une fois enfourché de t'entrainer pour l'éternité ». Lorsque la nuit tombait sur le village, un cheval extraordinaire au pelage blanc et rutilant, sellé et bridé, apparaissait pour tenter les voyageurs nocturnes. Quiconque le montait se faisait aussitôt emporter au royaume des morts. La seule manière de s’en protéger consistait à porter une « médaille de Saint-Benoist » autour du cou, qui portait aussi le nom de « croix des Sorciers » et était réputée efficace contre les démons, tout particulièrement contre le cheval Mallet puisqu'elle permettait à certains malins de dominer la bête pendant une nuit. Les habitants de Saint-Benoist-sur-Mer venaient au printemps frotter une poignée de trèfles sur une pierre couchée dite « Palet de Gargantua », pour se protéger du péril du cheval Mallet.
On raconte qu'un coureur de cabaret et de veillée rencontra un palefroi très amical, un soir. L'animal plia les genoux pour permettre à son cavalier de bien se placer en selle, mais à peine celui-ci avait-il saisi les rênes qu'il se sentit emporté à une vitesse vertigineuse, à travers le marais, les plaines, les collines, les broussailles et les ruisseaux. On ne le revit plus jamais.
Dans la même région, l'expression « c'est un vrai cheval Mallet » désignerait une personne intrépide et ardente.
Dans le même village, un homme qui croisa un cheval Mallet parvint à soumettre l'animal en faisant un grand signe de croix et en tenant la médaille de saint Benoît qu'il portait, avec l'incantation suivante :

« Cheval Mallet, au nom du grand Saint Benoît, maintenant tu vas m'obéir. Y'a bé longtemps qu vu aller à Paris, te m'y conduis, pi après te me ramènes près de ma bourgeoise »

— Consigné par Henri Dontenville

### Les légendes du Lapin qui fume
Sur le toit de l'église, une sculpture représentant un lapin fumant une pipe est installée. Chose unique en France et même en Europe, l'histoire du Lapin qui fume reste mystérieuse : de nombreuses légendes ont repris ce « mythe bas-poitevin. » Néanmoins, parmi ces légendes, quelques-unes semblent être les plus vraisemblables.

#### Le lapin et le curé
Au Moyen Âge, dans le port de Saint-Benoist-sur-Mer, un curé qui fumait la pipe s'occupait des âmes bénédictines. Durant cette époque médiévale, l'évêché interdisait la consommation de tabac. L'évêque vint un jour dans le petit bourg de Saint-Benoist. Lorsque le prêtre apprit la nouvelle par quelques habitants du village, alors qu'il nourrissait les lapins, il jeta sa pipe dans le clapier près de l'église. L'évêque, qui lui rendit visite, ne remarqua rien.
À la suite de cela, les Anciens racontent que le Lapin qui fume aurait été ainsi mis sur le toit de l'église Saint-Benoît.
Mais comme chacun le sait, au Moyen Âge, en tout cas jusqu'à 1492, le tabac n'était pas encore arrivé en France. C'est seulement à l'époque des colonies en Amérique qu'on ramena le tabac en Europe.

#### Le Chaud-Lapin
Dans les années 1860, l'église de Saint-Benoist aurait été restaurée. Son grand-père étant l'un des charpentiers de l'équipe des artisans qui ont rénové le monument, un vieux monsieur est à l'origine du récit. 
Parmi les maçons et les couvreurs, un se trouvait être un « joyeux luron », connu pour faire la cour aux jeunes filles des bourgs alentour : on le nommait le « Chaud lapin. » Une fois le travail accompli, ses camarades décidèrent de sculpter un lapin en plâtre et de le poser sur le toit de l'église. L'un d'eux lui dit alors : « Tu ne pourras plus faire la cour aux filles, nous t'avons monté sur l'église ! »
S'amusant de la plaisanterie, il alla placer lui-même une pipe à la sculpture puisqu'il fumait. C'est donc ainsi qu'un Lapin fut érigé en haut de l'église.
De cette légende, une autre en découle. Celle-ci interdit aux demoiselles pas encore mariées de regarder la sculpture, sous peine de ne jamais trouver l'amour.

## Politique et administration

### Liste des maires
| Période                                  | Période                  | Identité                   | Étiquette | Qualité                                                                                                |
| ---------------------------------------- | ------------------------ | -------------------------- | --------- | --- |
| An I                                     | An III                   | Joseph Porcheron           |           | |
| An III                                   | An V                     | Joseph Roy                 |           | |
| An V                                     | An VII                   | Charles-Joseph Savy L'Ainé |           | |
| An VII                                   | An IX                    | René-Sébastien Baudry      |           | |
| An XI                                    | 1822                     | Louis-Damien Pillenière    |           | |
| 1822                                     | 1829                     | Jacques Brunier            |           | |
| 1829                                     | 1932                     | Jean-Pierre Misière        |           | |
| 1832                                     | 1846                     | Jean Chadéneau             |           | |
| 1846                                     | 1871                     | Jean-Aimé Violain          |           | |
| 1871                                     | 1892                     | Jean Levieux               |           | |
| 1892                                     | mai 1900                 | Benjamin Herbert           |           | |
| mai 1900                                 | mai 1912                 | Barthélémy Barbière        |           | |
| mai 1912                                 |                          | Clorin Lebœuf              |           | Début de la Première Guerre mondiale au cours du mandat (1914)                                         |
|                                          | décembre 1919            | Jacques Bardreau           |           | |
| décembre 1919                            | mai 1929                 | Pierre Canteteau           |           | |
| mai 1929                                 | mai 1935                 |                            |           | |
| mai 1935                                 | novembre 1940            |                            |           | Début de la Seconde Guerre mondiale au cours du mandat (1939) Régime de Vichy à partir de juillet 1940 |
| novembre 1940                            | mai 1945                 | Pierre Canteteau           |           | |
| mai 1945                                 | octobre 1947             |                            |           | |
| octobre 1947                             | mai 1953                 |                            |           | |
| mai 1953                                 | mars 1965                | Onésime Chadéneau          |           | |
| mars 1965                                | mars 1983                | Gustave Hallot             |           | Retraité                                                                                               |
| mars 1983                                | mars 1989                | Cécile Masson              |           | Retraitée                                                                                              |
| mars 1989                                | janvier 1994 (démission) | Georges Spangenberg        |           | |
| janvier 1994                             | 18 juin 1995             | Yves Robert                |           | Entrepreneur de menuiserie                                                                             |
| 18 juin 1995                             | En cours                 | Daniel Neau,               |           | Professeur de tourisme                                                                                 |
| Les données manquantes sont à compléter. |                          |                            |           | |

## Associations communales
- Office de tourisme

Local actuellement prêté par la mairie, on y trouve toutes sortes de prospectus sur le tourisme départemental et régional ainsi que des expositions de tableaux. Il n'est ouvert que trois mois par an (pendant l'été). Le 24 juillet 2010 fut inauguré le nouveau syndicat d'initiative et la nouvelle bibliothèque.
- Bibliothèque municipale

Prêté également par la mairie, ce local est rempli de livres qui se prêtent gratuitement.
- Camping municipal

Camping Le Marais, situé en plein cœur du marais, des toilettes sont disponibles ainsi qu'une carte de la Vendée sur le terrain.

## Médias bénédictins

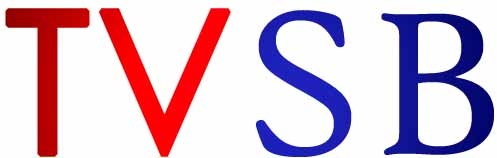
Logo de Télévision Saint-Benoist (TVSB).

Saint-Benoist-sur-Mer possède deux médias d'échelle communale :
- La Gazette bénédictine
Bulletin communal édité tous les ans depuis août 1995.
- Télévision Saint-Benoist (TVSB)
Web TV de la commune créée le 6 août 2010 par Dimitri Auban de Larocque-Latour. Elle dépendait du syndicat d’initiative.

## Population et société

### Démographie

#### Évolution démographique
L'évolution du nombre d'habitants est connue à travers les recensements de la population effectués dans la commune depuis 1793. Pour les communes de moins de 10 000 habitants, une enquête de recensement portant sur toute la population est réalisée tous les cinq ans, les populations de référence des années intermédiaires étant quant à elles estimées par interpolation ou extrapolation. Pour la commune, le premier recensement exhaustif entrant dans le cadre du nouveau dispositif a été réalisé en 2008.

En 2022, la commune comptait 511 habitants, en évolution de +10,61 % par rapport à 2016 (Vendée : +5,33 %, France hors Mayotte : +2,11 %).
| 1793 | 1800 | 1806 | 1821 | 1831 | 1836 | 1841 | 1846 | 1851 |
| ---- | ---- | ---- | ---- | ---- | ---- | ---- | ---- | ---- |
| 610  | 229  | 444  | 366  | 490  | 538  | 558  | 588  | 594  |

| 1856 | 1861 | 1866 | 1872 | 1876 | 1881 | 1886 | 1891 | 1896 |
| ---- | ---- | ---- | ---- | ---- | ---- | ---- | ---- | ---- |
| 639  | 663  | 652  | 680  | 665  | 683  | 664  | 699  | 658  |

| 1901 | 1906 | 1911 | 1921 | 1926 | 1931 | 1936 | 1946 | 1954 |
| ---- | ---- | ---- | ---- | ---- | ---- | ---- | ---- | ---- |
| 637  | 612  | 606  | 571  | 525  | 485  | 481  | 458  | 435  |

| 1962 | 1968 | 1975 | 1982 | 1990 | 1999 | 2006 | 2008 | 2013 |
| ---- | ---- | ---- | ---- | ---- | ---- | ---- | ---- | ---- |
| 399  | 350  | 303  | 314  | 283  | 319  | 338  | 343  | 428  |

| 2018 | 2022 | - | - | - | - | - | - | - |
| ---- | ---- | - | - | - | - | - | - | - |
| 487  | 511  | - | - | - | - | - | - | - |

#### Pyramide des âges
La population de la commune est relativement âgée.
En 2018, le taux de personnes d'un âge inférieur à 30 ans s'élève à 22,1 %, soit en dessous de la moyenne départementale (31,6 %). À l'inverse, le taux de personnes d'âge supérieur à 60 ans est de 44,6 % la même année, alors qu'il est de 31,0 % au niveau départemental.
En 2018, la commune comptait 239 hommes pour 248 femmes, soit un taux de 50,92 % de femmes, légèrement inférieur au taux départemental (51,16 %).
Les pyramides des âges de la commune et du département s'établissent comme suit.
| Hommes | Classe d’âge | Femmes |
| ------ | ------------ | ------ |
| 0,0    | 90 ou +      | 1,2    |
| 12,6   | 75-89 ans    | 16,1   |
| 31,0   | 60-74 ans    | 28,2   |
| 18,0   | 45-59 ans    | 21,0   |
| 13,4   | 30-44 ans    | 14,1   |
| 9,2    | 15-29 ans    | 9,7    |
| 15,9   | 0-14 ans     | 9,7    |

| Hommes | Classe d’âge | Femmes |
| ------ | ------------ | ------ |
| 0,8    | 90 ou +      | 2,2    |
| 8,7    | 75-89 ans    | 11,1   |
| 20,3   | 60-74 ans    | 21,3   |
| 20     | 45-59 ans    | 19,4   |
| 17,5   | 30-44 ans    | 16,8   |
| 15     | 15-29 ans    | 13,2   |
| 17,7   | 0-14 ans     | 16,1   |

## Lieux et monuments
- L’église Saint-Benoît : l'église de Saint-Benoist-sur-Mer fut dédiée à saint Benoît l’Abbé. Elle est inscrite au titre des monuments historiques depuis 1957[26] Les vestiges archéologiques présents dans ses murs sont les témoins de la riche histoire de cet édifice religieux. La nef ainsi qu'une partie du clocher apparaissent comme étant les parties les plus anciennes, la nef daterait du XIe siècle.Au XVIIe siècle, l'église est utilisée comme place d'armes pour les huguenots. Elle fut reprise par les royalistes en 1621. De nos jours, elle est visitable et c'est sur le toit de l'église que trône un lapin mystérieux.
- La Pierre Couchée, appelée aussi « Palet de Gargantua » est un menhir.
- La dimension exceptionnelle de cette pierre est sans doute à l'origine de sa connexion aux légendes de Gargantua.
- Cf. plus haut au paragraphe "Le cheval Mallet" : Les habitants de Saint-Benoist-sur-Mer venaient aussi au printemps frotter une poignée de trèfles sur une pierre couchée dite « Palet de Gargantua », pour se protéger de plusieurs périls comme le cheval Mallet.

### Galerie

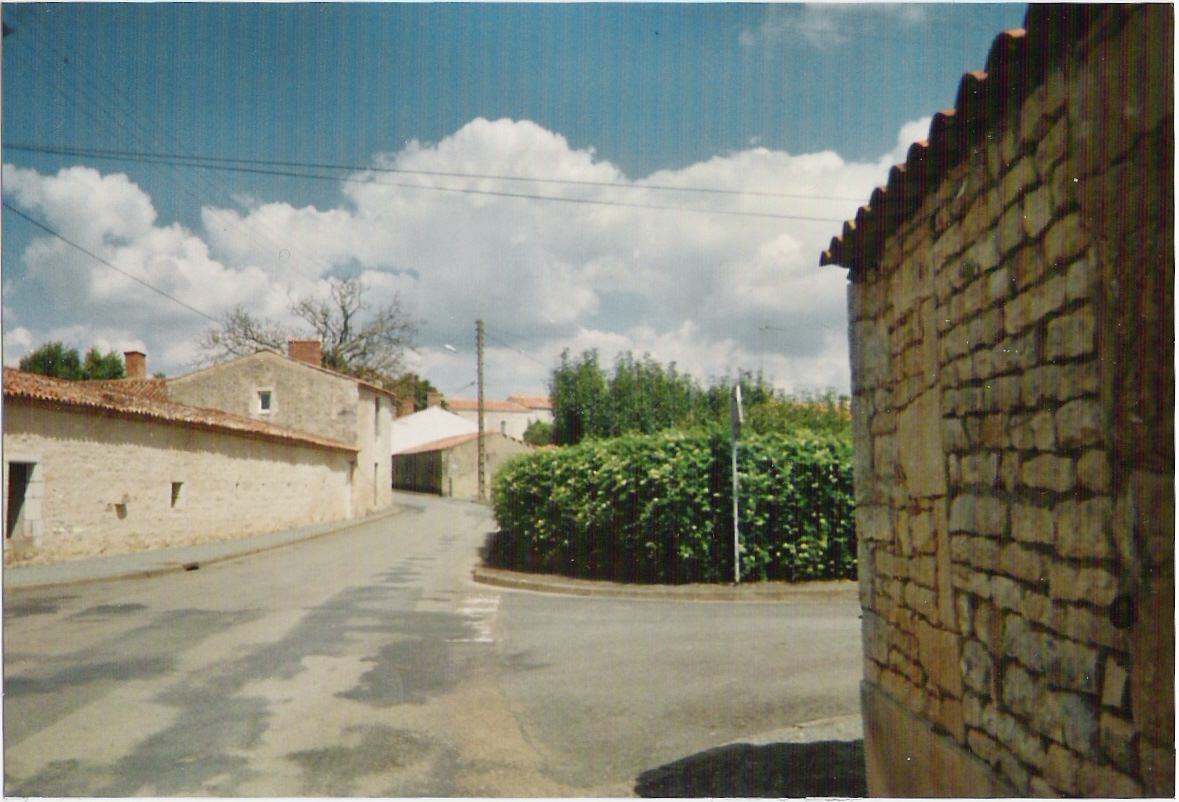
Un angle de rues.
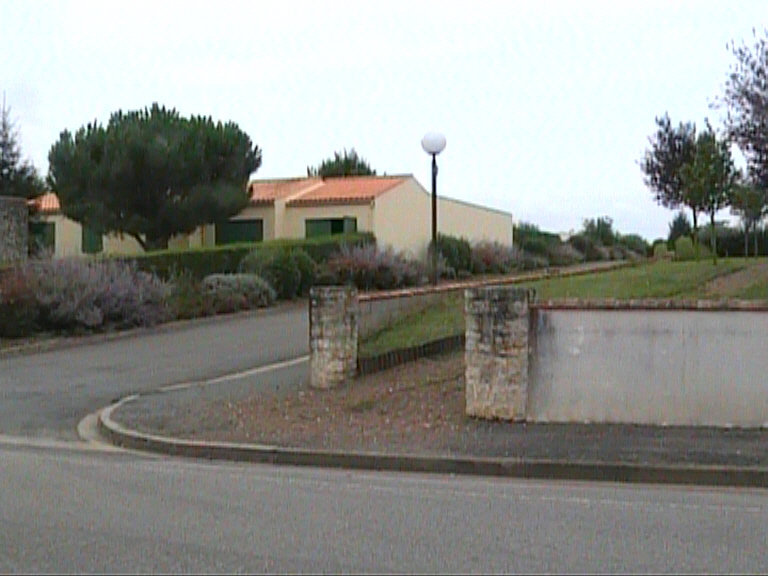
La rue des Alouettes (début du lotissement).
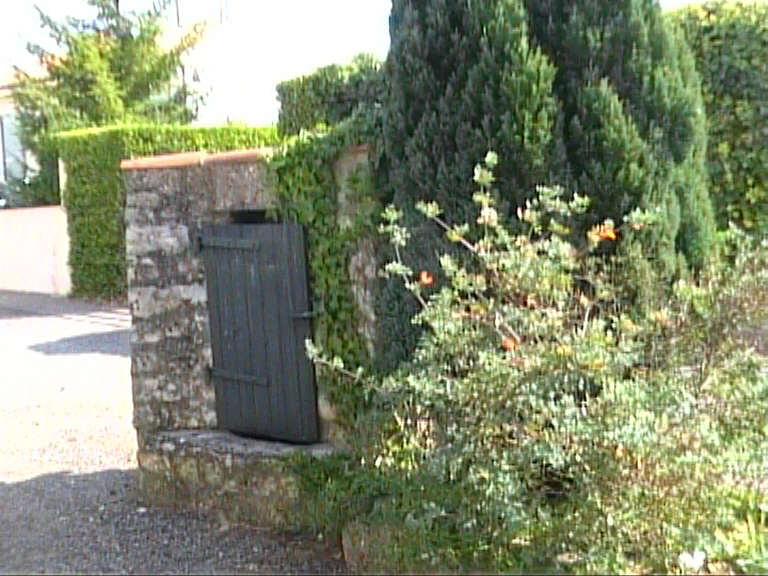
Le vieux puits.
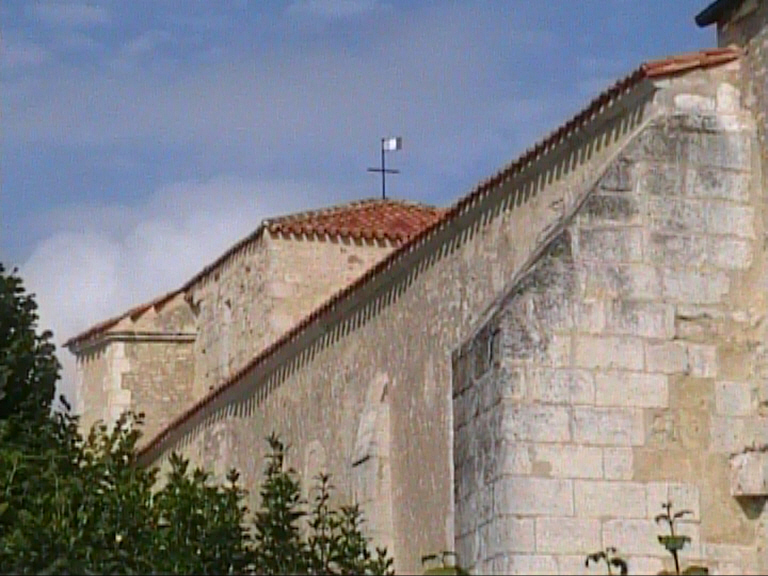
L’église Saint-Benoît.
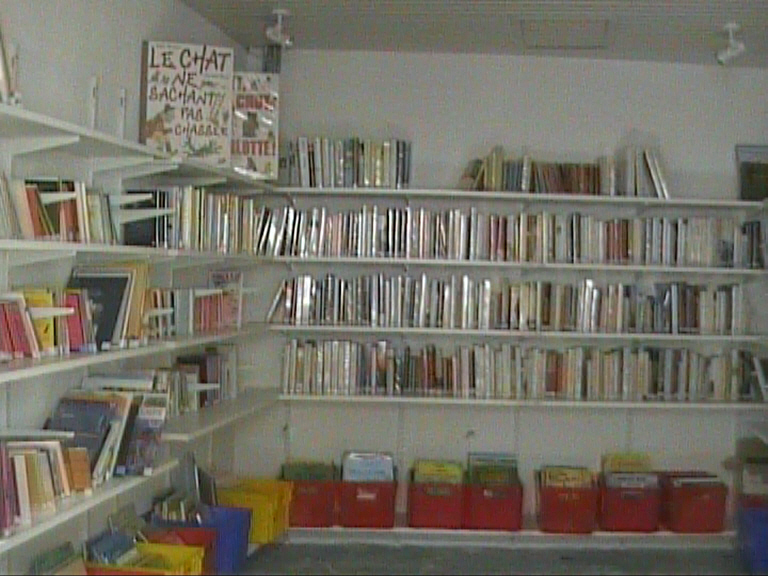
La bibliothèque municipale.
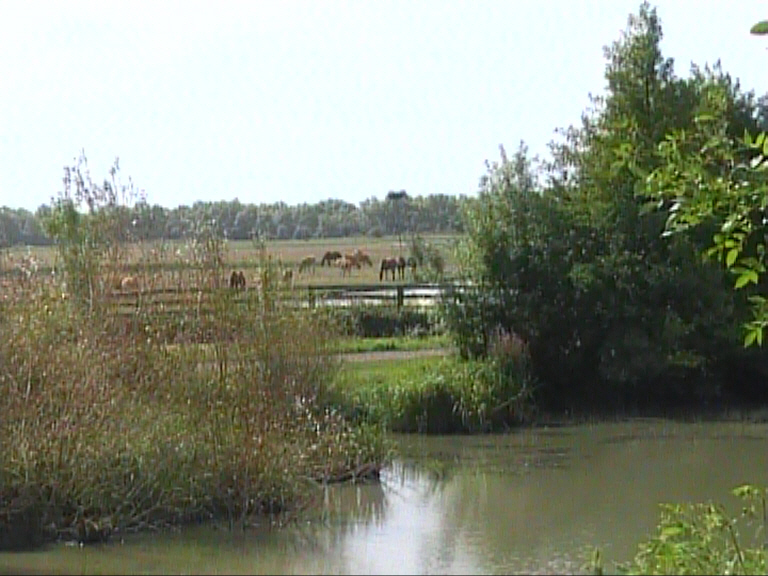
Le communal.
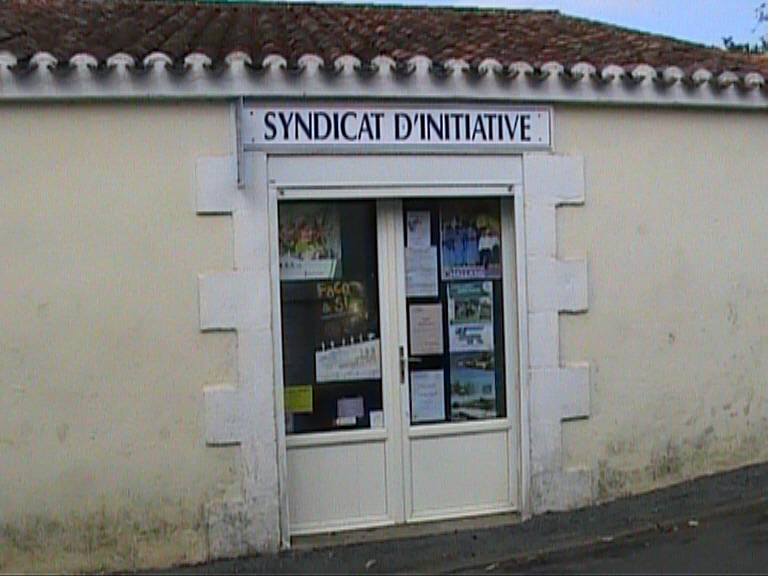
Le syndicat d'initiative bénédictin.

## Personnalités liées à la commune
- Jean-Loïc Le Quellec (1951), anthropologue français et militant de l’UPCP-Métive résidant sur la commune[27].
- Rabelais
- Benoît de Nursie